# 번왕국
번왕국(藩王國, Princely state)은 인도 제국의 주요 구성 요소 중 하나로, 영국인이 직접 통치하는 지역이 아닌 토착 지배자가 영국의 종주권이나 지배권을 인정했던 국가들을 통칭하는 용어이다. 번왕국과 영국의 관계는 17세기 유럽 각국이 인도아대륙과 부속 동맹을 맺은 것에서 기원을 찾을 수 있다. 하이데라바드국, 잠무 카슈미르 왕국, 마이소르 왕국, 시킴 왕국, 트라방코르 왕국이 영국의 종주권을 인정한 대표적인 종주국 중 하나다. 번왕국은 자체적인 군대와 법률을 가지고 있었으며, 행정 제도나 종교도 인정받았다. 1947년 인도 독립 이후 대부분 1950년대 인도와 파키스탄에 통합되었다.

## 역사

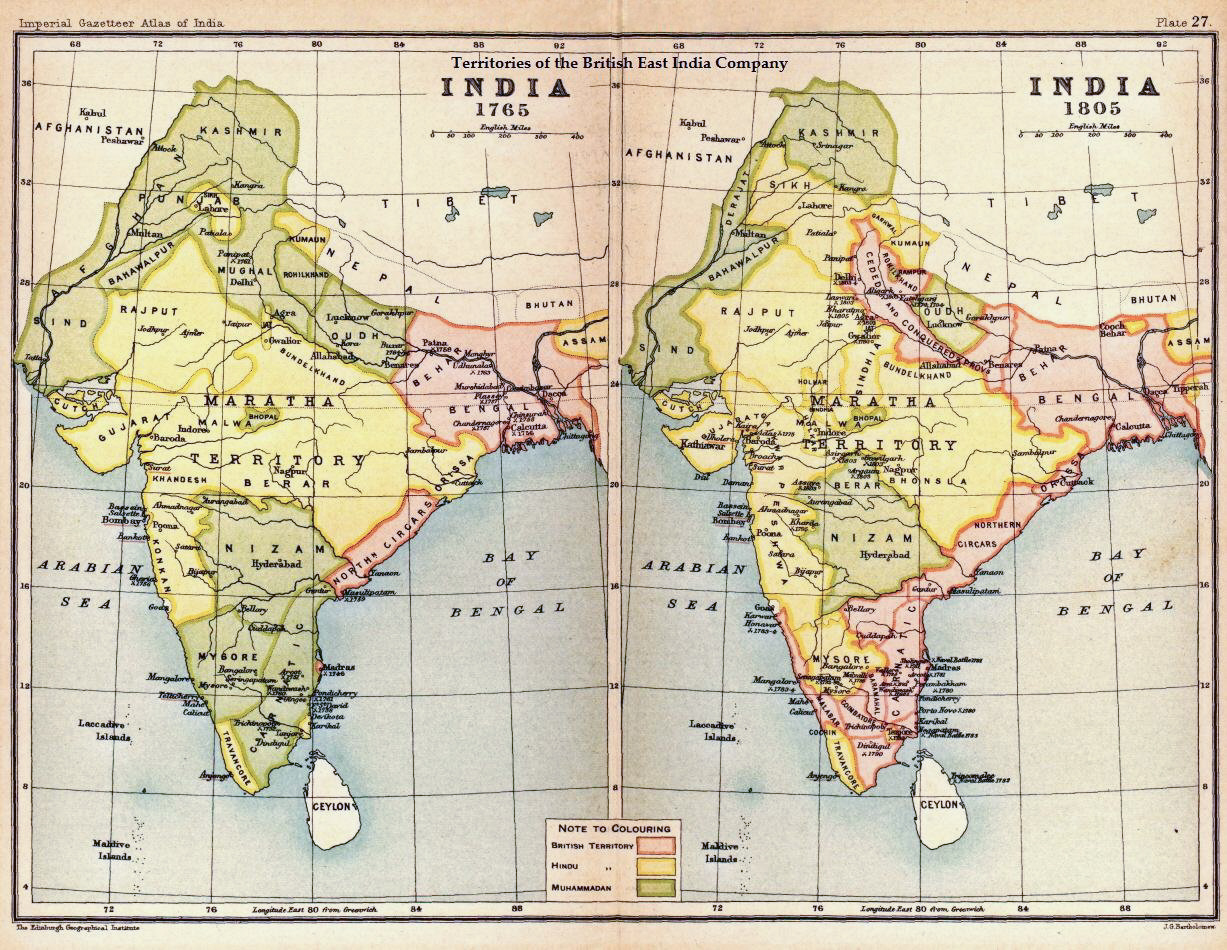
1765-1805년 인도의 지도, 힌두교, 이슬람교, 영국 사이에 영토 구분이 표시됨

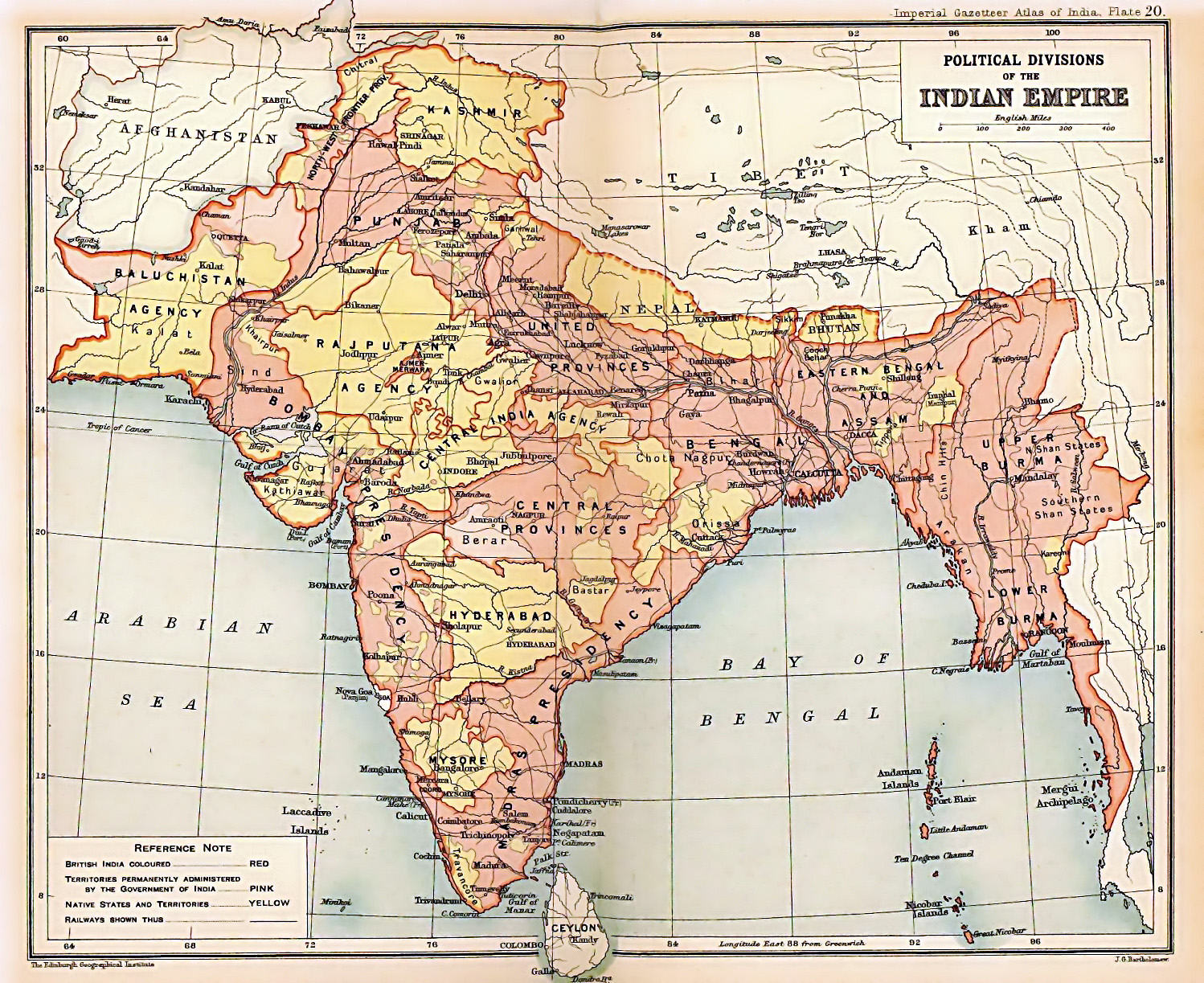
1909년 인도 제국의 정치적 하위 구분, 영국령 인도(분홍색) 및 번왕국(노란색)

인도 독립 당시의 번왕국들은 대부분 무굴 제국의 해체 이후 형성되었다. 많은 번왕국들은 인도에 대한 오랜 외부 이주 기간 때문에 외국의 기원을 가졌다. 이들 중 일부는 하이데라바드국 (튀르크-페르시아 전통), 보팔국 (아프가니스탄인) 및 잔지라국 (하베샤인)의 통치자였다. 힌두 왕국들 중 대부분의 통치자들은 크샤트리야였다. 라지푸트 국가, 마니푸르 왕국, 그리고 흩어져 있는 남인도 왕국들만이 무굴 이전 시대로 혈통을 거슬러 올라갈 수 있었다.

## 영국과 번왕국의 관계
인도 제국은 영국령 인도와 번왕국이라는 두 가지 유형의 영토로 구성되었다. 영국 의회는 1889년 해석법에서 다음 정의를 채택했다.

(4.) "영국령 인도"라는 표현은 인도 총독 또는 인도 총독에게 종속되는 총독이나 다른 관리를 통해 여왕 폐하에 의해 통치되는 여왕 폐하의 영토 내 모든 지역과 장소를 의미한다.

(5.) "인도"라는 표현은 인도 총독 또는 인도 총독에게 종속되는 총독이나 다른 관리를 통해 행사되는 여왕 폐하의 종주권 아래 있는 모든 토착 번왕이나 족장의 영토와 영국령 인도를 함께 의미한다.

일반적으로 "영국령 인도"라는 용어는 1774년부터 1858년까지 인도에서 영국 동인도 회사의 통치("회사령 인도")를 받는 지역을 지칭하는 데도 사용되었다(그리고 여전히 사용되고 있다).
175개의 번왕국(일반적으로 가장 크고 중요한 번왕국)에 대한 영국 국왕의 종주권은 인도 총독 휘하의 영국령 인도 중앙 정부가 영국 국왕의 이름으로 행사했다. 나머지 약 400개 번왕국은 총독, 부총독 또는 수석 위원 휘하의 인도 제국 지방 정부에 책임이 있는 대리인에 의해 영향을 받았다. "지배권"과 "종주권" 사이의 명확한 구별은 법원의 관할권에 의해 제공되었다. 영국령 인도의 법은 영국 의회가 제정한 법률과 그러한 법률이 영국령 인도의 중앙 및 지방 정부에 부여한 입법 권한에 기초했다. 대조적으로, 번왕국의 법원은 해당 국가 통치자의 권한 아래 존재했다.

## 역사

### 형성

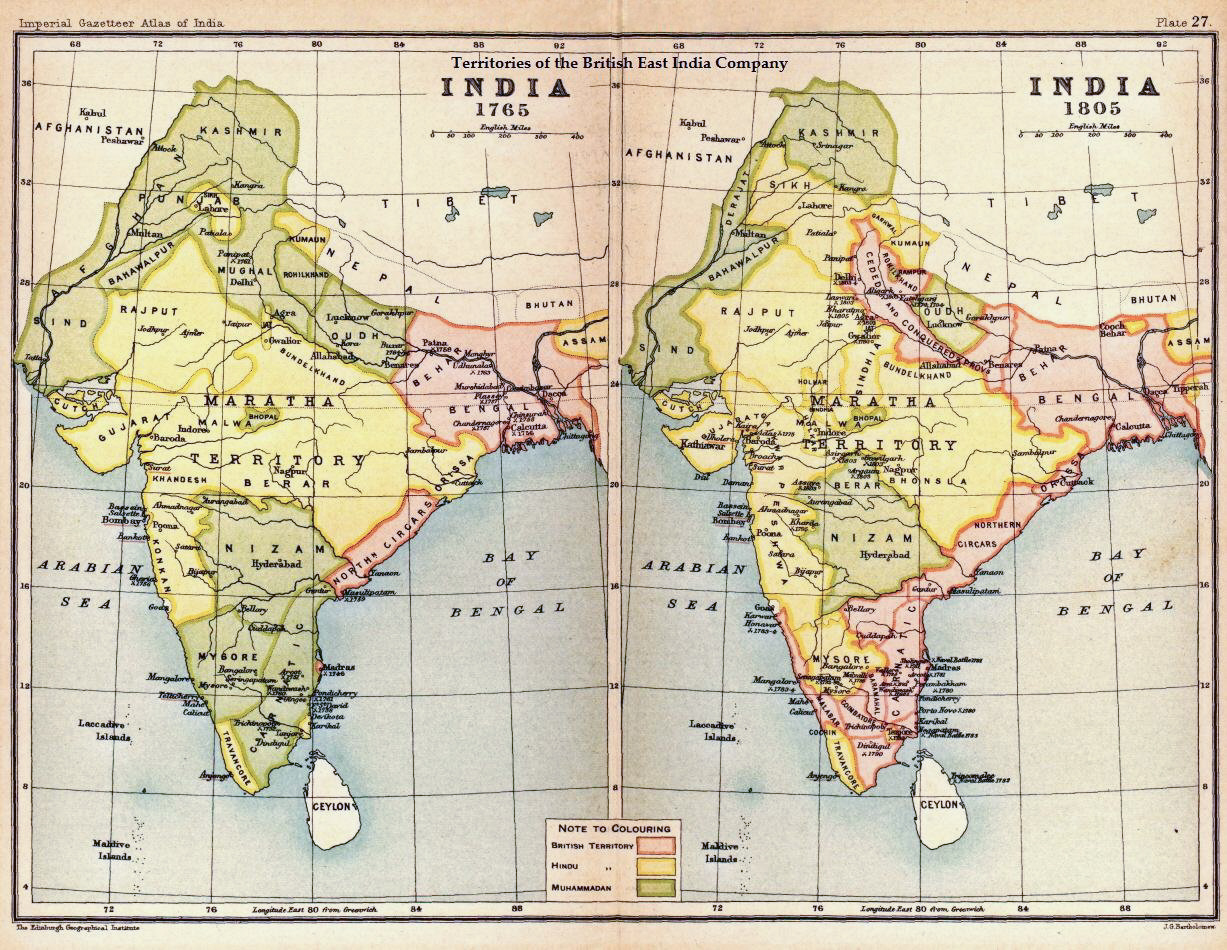
1765년-1805년 인도의 지도, 힌두교도, 무슬림, 영국인 사이의 영토 분할이 표시됨

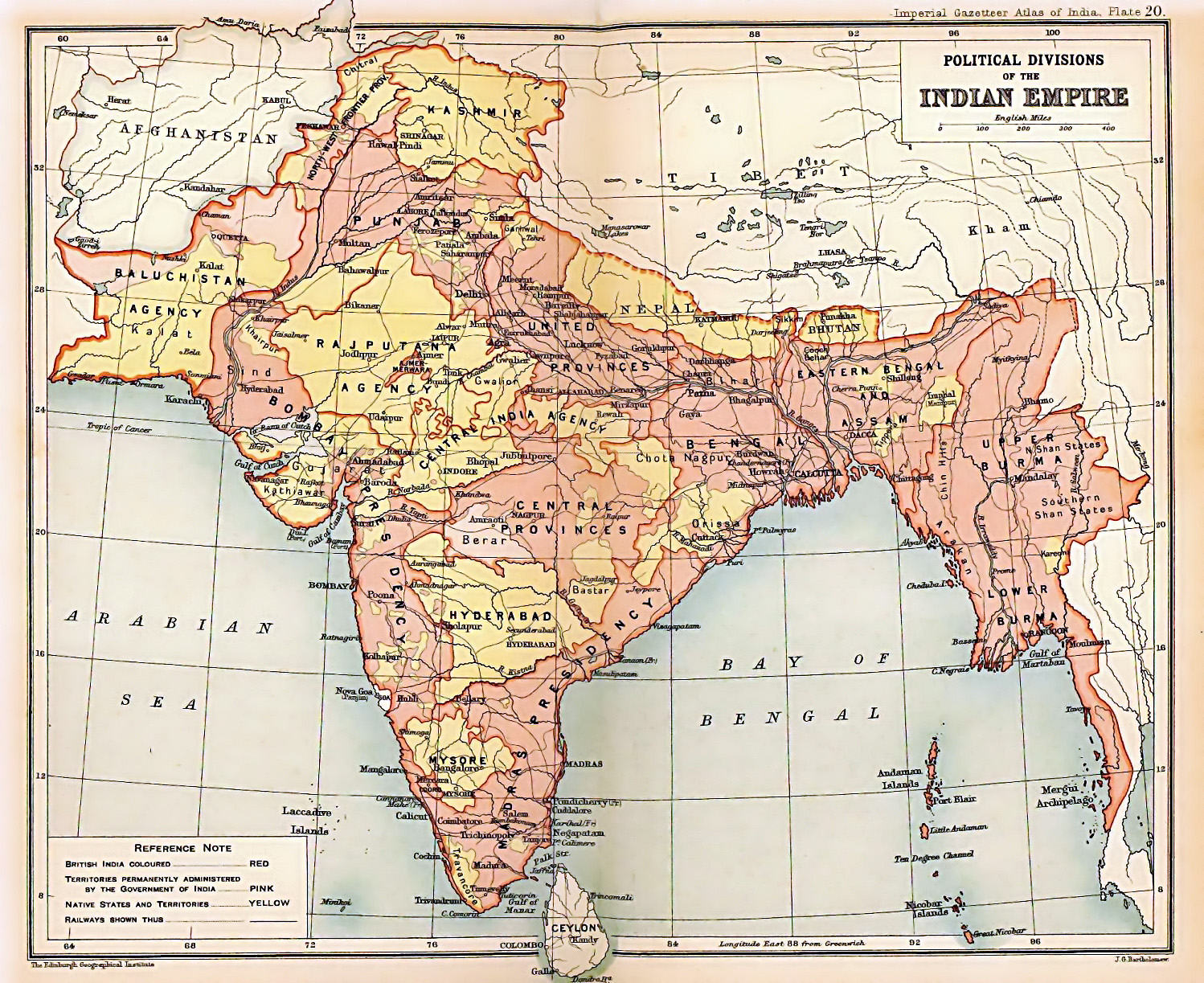
1909년 인도 제국의 정치적 하위 구분으로, 영국령 인도 (분홍색)와 번왕국 (노란색)이 표시되어 있다.

인도 독립 당시의 번왕국들은 대부분 무굴 제국의 해체 이후 형성되었다. 오랜 기간 동안 인도 외부로부터의 이주로 인해 많은 번왕국들이 외래 기원을 가졌다. 이들 중 일부는 하이데라바드국 (튀르크족-페르시아 전통), 보팔국 (아프가니스탄인), 잔지라국 (하베샤인)의 통치자들이었다. 힌두 왕국들 중 대부분의 통치자들은 크샤트리야였다. 오직 라지푸트 국가들, 마니푸르 왕국, 그리고 흩어져 있는 남인도 왕국들만이 무굴 이전 시대로 혈통을 거슬러 올라갈 수 있었다.

### 번왕국들의 정치적 통합
1920년 마하트마 간디의 지도 아래 인도 국민회의는 인도인들을 위한 스와라지(자유통치) 달성을 목표로 선언했다. 그들은 "인도의 모든 주권 번왕국들이 그들 국가에 완전한 책임 정부를 수립할 것"을 요구했다. 간디는 번왕국들에게 회의가 번왕국들의 내정에 개입하지 않을 것이라고 확신시켰다. 회의는 1928년 콜카타 회의에서 다음과 같이 요구를 재차 강조했다. "이 회의는 인도 국가 국민들에게 국가 내에서 완전한 책임 정부를 달성하기 위한 그들의 합법적이고 평화적인 투쟁에 대한 공감과 지지를 표한다."
자와할랄 네루는 회의가 번왕국들과 맞서도록 추진하는 데 중요한 역할을 했다. 1929년 라호르 회의에서 연설에서 자와할랄 네루는 "인도 국가들은 (즉) 인도 나머지 지역과 분리되어 존재할 수 없다"고 선언했다. 네루는 자신이 "왕이나 제후를 믿지 않는다"고 덧붙이며 "국가들의 미래를 결정할 권리는 오직 이 국가들의 국민에게만 있다. 자결권을 주장하는 이 회의가 국가 국민들에게 그것을 거부할 수는 없다"고 말했다.
회의가 1937년 선거에서 승리한 후, 번왕국들에 대한 시위는 때로는 폭력적으로 조직되었고 회의의 부처들에 의해 지지되었다. 간디는 라지코트국에서 "완전한 책임 정부"를 요구하기 위해 단식했고, "국민들"은 "회의의 종주권 아래 라지코트의 진정한 통치자"라고 덧붙였다. 간디는 이 시위를 "대영 제국의 훈련된 군대에 대한 투쟁"이라고 불렀다. 간디는 회의가 이제 "영국 식민지의 봉신국인 국가들"에 개입할 모든 권리를 가지고 있다고 선언했다. 1937년에 간디는 영국령 인도와 번왕국들 사이의 인도 중앙 정부 연합을 포함하는 연맹 결성에 중요한 역할을 했다.
1939년에 네루는 번왕국들의 존재에 이의를 제기하며 "현대 인도에서 국가들은 시대착오적이며 존재할 가치가 없다"고 덧붙였다. 1946년 7월, 네루는 어떤 번왕국도 독립 인도의 군대에 군사적으로 맞설 수 없다고 단호하게 언급했다.
힌두 마하사바는 번왕국들로부터 자금을 받아 인도 독립 이후에도 독립을 유지하는 것을 지지했다. V. D. 사바르카르는 특히 힌두족이 지배하는 국가들을 '힌두 세력의 기반'으로 칭송하고, 그들의 전제적 권력을 '조직화된 힌두 세력의 요새'라고 칭하며 옹호했다. 그는 특히 마이소르주, 트라방코르, 아와드, 바로드국과 같은 번왕국들을 '진보적인 힌두 국가'로 칭송했다.
번왕국 시대는 1947년 인도 독립과 함께 사실상 막을 내렸다. 1950년까지 거의 모든 공국들이 인도나 파키스탄에 가입했다. 가입 과정은 대부분 평화로웠으나, 잠무 카슈미르 (통치자가 파키스탄 기반 군대의 침공 위협을 받자 인도 가입을 결정하여 양국 간의 오랜 분쟁을 초래함), 하이데라바드국 (통치자가 1947년에 독립을 선택했으나, 1년 뒤 인도에 의해 침공 및 병합됨), 주나가드국 및 그 봉신국인 반트바 마나바다르 (통치자들이 파키스탄에 가입했으나, 인도에 의해 병합됨), 그리고 칼라트 (통치자가 1947년에 독립을 선언했으나, 1948년에 파키스탄에 가입됨)의 경우에는 예외였다.

## 인도 및 파키스탄의 번왕국

### 인도
1947년 8월 15일 인도 독립 당시, 인도는 두 가지 유형의 영토로 나뉘었다. 첫 번째는 런던의 인도 사무국과 인도 총독의 직접 통제 하에 있던 "영국령 인도"의 영토였고, 두 번째는 국왕이 종주권을 가졌으나 세습 통치자의 통제 하에 있던 "번왕국" 영토였다. 이 외에도 프랑스와 포르투갈이 통제하는 여러 식민지 외딴 지역이 있었다. 영국 의회가 1947년 인도 독립법에 의해 설립한 인도 자치령에 이 영토들을 통합하는 것은 인도 국민회의의 선언된 목표였고, 인도 정부는 1947년부터 1949년까지 이를 추구했다. 사르다르 발라브바이 파텔과 V. P. 메논은 독립 직전과 직후 몇 달 동안 여러 전술을 조합하여 거의 모든 수백 개의 번왕국 통치자들을 인도에 가입하도록 설득했다. 1948년 1월 연설에서 발라브바이 파텔은 다음과 같이 말했다.
모두 아시다시피, 종주권이 소멸되면서 모든 인도 번왕국은 별개의 독립체로 존재하게 되었고, 약 550개 주를 통합하는 우리의 첫 번째 과제는 세 가지 주제에 대한 인도 자치령 가입을 기반으로 했습니다. 하이데라바드와 주나가드를 제외하고 인도와 인접한 모든 주는 인도 자치령에 가입했습니다. 이후 카슈미르도 가입했습니다... 시류를 빨리 파악한 일부 통치자들은 백성들에게 책임 정부를 부여했습니다. 코친이 가장 빛나는 예입니다. 트라방코르에서는 짧은 투쟁이 있었지만, 그곳에서도 통치자는 곧 백성들의 열망을 인식하고 모든 권한이 백성에게 이양되고 자신은 입헌 통치자로서 기능할 헌법을 도입하는 데 동의했습니다.

이 과정은 대다수의 번왕국들을 인도에 성공적으로 통합시켰지만, 일부 주, 특히 카슈미르 왕국의 경우는 달랐다. 마하라자는 파키스탄의 침략 위협을 받기 전까지 인도 가입 조약 서명을 미뤘으며, 하이데라바드국은 독립을 유지하기로 결정했다가 폴로 작전 침공으로 패배했다.
발라브바이 파텔과 V. P. 메논은 가입을 확보한 후, 단계적인 과정을 통해 이 주들에 대한 중앙 정부의 권한을 확보하고 확장했으며, 1956년까지 옛 영국령 인도의 영토와 번왕국 영토 간에 거의 차이가 없을 정도로 그들의 행정을 변화시켰다. 동시에 인도 정부는 외교적, 경제적 압력을 결합하여 인도 아대륙에 남아 있는 대부분의 유럽 식민지 월경지에 대한 통제권을 획득했다. 포르투갈 정부의 길고 완고한 저항에 지친 인도 육군은 1961년 포르투갈령 인도를 침공 및 병합했다. 이 영토들은 번왕국들과 마찬가지로 인도 공화국에 통합되었다.
마지막 단계로, 1971년 인도의 헌법에 대한 26차 수정헌법은 통치자로서의 왕자들의 인정을 철회하고, 남은 특권을 빼앗았으며, 비밀 지갑으로 그들에게 지급되던 보상을 폐지했다.
가입 조건에 따라, 과거 인도 번왕국들은 개인 수당(정부 수당)을 받았고, 처음에는 1956년까지의 전환 기간 동안 내부 문제에 대한 지위, 특권 및 자율성을 유지했다. 이 기간 동안, 옛 번왕국들은 연합으로 통합되었으며, 각 연합은 옛 통치 왕자들이 라지프라무크(통치 추장)라는 칭호로 이끌었다. 이는 주 주지사와 동등한 지위였다. 1956년에 라지프라무크 직위는 폐지되고 연방은 해체되었으며, 옛 공국들은 인도 주들의 일부가 되었다. 파키스탄에 가입한 주들은 1956년 새 헌법이 공포될 때까지 그 지위를 유지했으며, 대부분 서파키스탄 주의 일부가 되었다. 소수의 옛 주들은 1969년까지 자율성을 유지하다가 파키스탄에 완전히 통합되었다. 인도 정부는 1971년에, 파키스탄 정부는 1972년에 개인 수당을 폐지했다.
1946년 7월, 자와할랄 네루는 어떤 번왕국도 독립 인도의 군대에 군사적으로 맞설 수 없다고 단호하게 언급했다. 1947년 1월, 네루는 독립 인도는 왕권신수설을 받아들이지 않을 것이라고 말했다. 1947년 5월, 그는 제헌의회에 참여하기를 거부하는 번왕국은 적국으로 간주될 것이라고 선언했다. 1947년 인도와 파키스탄이 독립할 당시 공식적으로 565개의 번왕국이 있었지만, 대다수는 영국 부왕과 공공 서비스 및 세금 징수를 제공하는 계약을 맺고 있었다. 실제 국가 정부를 가진 곳은 21개에 불과했으며, 큰 규모의 국가도 4개뿐이었다(하이데라바드국, 마이소르 왕국, 카슈미르 왕국, 바로드국). 이들은 1947년과 1949년 사이에 두 개의 새로운 독립국 중 하나에 가입했다. 모든 왕자들은 결국 연금을 받으며 은퇴했다.

### 파키스탄
인도 제국 시대 동안 발루치스탄에는 4개의 번왕국이 있었는데 마크란국, 카란국, 라스벨라국, 그리고 칼라트 칸국이다. 처음 세 나라는 파키스탄에 가입했다. 그러나 네 번째 번왕국인 칼라트 칸의 통치자인 아흐마드 야르 칸은 모든 번왕국에 주어진 선택지 중 하나였던 칼라트의 독립을 선언했다. 이 나라는 1948년 3월 27일에 가입될 때까지 독립 상태를 유지했다. 아흐마드 야르 칸의 가입 조약 서명은 그의 동생 압둘 카림 왕자가 1948년 7월에 형의 결정에 반대하여 반란을 일으키게 했고, 이는 현재까지도 해결되지 않은 반란을 초래했다.
펀자브 관구의 바하왈푸르국은 1947년 10월 5일에 파키스탄에 가입했다. 북서 변경주 관구의 번왕국들은 디르 스와트 치트랄 관구와 암브와 풀라의 정치 요원 역할을 하는 하자라 부판무관을 포함했다. 이 국가들은 영국으로부터 독립하면서 파키스탄에 가입했다.

## 번왕국군
번왕국군(Indian State Forces)은 종속 동맹이 부과한 많은 제한에 구속되었다. 그들은 주로 의례용 및 내부 치안 유지용으로 존재했지만, 제국 복무 군대로 지정된 특정 부대는 영국 정부의 요청에 따라 정규 영국령 인도 육군과 함께 복무할 수 있었다.
Imperial Gazetteer of India vol. IV 1907, 85쪽에 따르면,
왕은 이웃을 공격하거나 외국과 싸울 수 없으므로, 경찰 목적이나 개인의 과시용 또는 대영 제국 정부와의 협력을 위해 필요하지 않은 군사 시설은 필요하지 않다. 1844년 괄리오르와 맺은 조약, 그리고 1881년 마이소르에 주어진 양도 문서 모두는 광범위한 보호를 근거로 왕국의 군대 제한을 정하고 있다. 전자는 불필요한 군대가 왕국 자체에 부담을 주고 다른 국가들에게 불안을 야기한다고 상세히 설명했다. 몇 달 후, 라호르 시크 왕국의 군대에 의해 이것이 극명하게 증명되었다. 영국 정부는 번왕국의 영토를 침략으로부터, 심지어 내부 반란으로부터도 보호하기로 약속했다. 그 군대는 영국령 인도뿐만 아니라 국왕 (법인)의 종주권 아래 있는 모든 영토를 방어하기 위해 조직되었다.
또한, 다른 제한도 부과되었다.
대부분의 대형 번왕국과의 조약은 이 점에 대해 명확하다. 내륙의 요새는 강화되어서는 안 되며, 총기와 탄약 생산 공장은 건설되어서는 안 되고, 다른 번왕국의 백성을 현지 군대에 징집할 수도 없다. ... 그들은 자신들을 방어하는 군대가 현지 물자를 확보하고, 주둔지나 진지를 점령하며, 탈영병을 체포하는 것을 허용해야 한다. 그리고 이러한 서비스 외에도 철도, 전신, 우편 통신에 대한 대영 제국의 통제를 공동 복지는 물론 공동 방어에도 필수적인 것으로 인정해야 한다.
제국 복무 군대는 영국군 장교에 의해 정기적으로 검열되었고 영국령 인도 육군 병사들과 동일한 장비를 갖추고 있었다. 비록 그 수가 비교적 적었지만, 제국 복무 군대는 20세기 첫 10년간 중국과 영국령 소말릴란드에서 복무했으며, 이후 제1차 세계 대전과 제2차 세계 대전에 참전했다.

## 같이 보기
- 영국령 인도
- 인도 제국

1. ↑  Charles Lewis Tupper (1893). 《Our Indian Protectorate》. Longmans, Green and co. 36–41쪽. 2018년 6월 5일에 확인함.
2. 1 2  Zubrzycki, John (2024). 《Dethroned》. Oxford University Press. 41쪽. ISBN 978-1-80526-053-0. Princely States at the time of Indian independence owed their existence to the slow collapse of the Mughal Empire following the death of Aurangzeb in 1707. Centuries of foreign domination meant that many of the rulers who carved out their own states were outsiders. The Nizams of Hyderabad were of Turkoman stock. Bhopal was established by one of Aurangzeb's Afghan generals. Rampurs first ruler, Nawab Faizullah Khan, was a Pashtun. Tonk in present day Rajasthan was founded by Pindari freebooters. The seaboard state of Janjira was the creation of an Abysinnian pirate. Among the Hindu kingdoms, most of the rulers were Kshatriya. Only the Rajput states and a scattering of South Indian kingdoms could trace their lineage to the pre-Mughal period.
3. ↑  Interpretation Act 1889 (52 & 53 Vict. c. 63), s. 18
4. ↑  1. Imperial Gazetteer of India, volume IV, published under the authority of the Secretary of State for India-in-Council, 1909, Oxford University Press. page 5. Quote: "The history of British India falls, as observed by Sir C. P. Ilbert in his Government of India, into three periods. From the beginning of the seventeenth century to the middle of the eighteenth century the East India Company is a trading corporation, existing on the sufferance of the native powers and in rivalry with the merchant companies of Holland and France. During the next century the Company acquires and consolidates its dominion, shares its sovereignty in increasing proportions with the Crown, and gradually loses its mercantile privileges and functions. After the mutiny of 1857 the remaining powers of the Company are transferred to the Crown, and then follows an era of peace in which India awakens to new life and progress." 2. The Statutes: From the Twentieth Year of King Henry the Third to the ... by Robert Harry Drayton, Statutes of the Realm – Law – 1770 Page 211 (3) "Save as otherwise expressly provided in this Act, the law of British India and of the several parts thereof existing immediately before the appointed ..." 3. Edney, M. E. (1997) Mapping an Empire: The Geographical Construction of British India, 1765–1843, University of Chicago Press. 480 pages. ISBN 978-0-226-18488-3 4. Hawes, C.J. (1996) Poor Relations: The Making of a Eurasian Community in British India, 1773–1833. Routledge, 217 pages. ISBN 0-7007-0425-6.
5. ↑  Imperial Gazetteer of India vol. II 1908, 463, 470쪽 Quote1: "Before passing on to the political history of British India, which properly begins with the Anglo-French Wars in the Carnatic, ... (p. 463)" Quote2: "The political history of the British in India begins in the eighteenth century with the French Wars in the Carnatic. (p.471)"
6. 1 2  Imperial Gazetteer of India vol. IV 1907, 60쪽
7. ↑  Sisson, Richard; Wolpert, Stanley (2018). 《Congress and Indian Nationalism: The Pre-Independence Phase》. University of California Press. 381쪽. ISBN 978-0-520-30163-4. 2023년 8월 14일에 확인함.
8. 1 2 3 4 5  Purushotham, S. (2021). 《From Raj to Republic: Sovereignty, Violence, and Democracy in India》. South Asia in Motion. Stanford University Press. 40쪽. ISBN 978-1-5036-1455-0. 2024년 8월 11일에 확인함.
9. ↑  Phadnis, Urmila (1968). 《Towards the Integration of Indian States, 1919-1947》. Thesis Phil. Banaras Hindu University. Asia Publishing House. 90쪽. ISBN 978-0-210-31180-6. 2023년 8월 14일에 확인함.
10. ↑  Singh, R. (2017). 《Gandhi and the Nobel Peace Prize》. Taylor & Francis. 4쪽. ISBN 978-1-351-03612-2. 2023년 8월 14일에 확인함.
11. 1 2  Menon, Shivshankar (2021년 4월 20일). 《India and Asian Geopolitics: The Past, Present》. Brookings Institution Press. 34쪽. ISBN 978-0-670-09129-4.
12. ↑  Bapu, P. (2013). 《Hindu Mahasabha in Colonial North India, 1915-1930: Constructing Nation and History》. Online access with subscription: Proquest Ebook Central. Routledge. 32–33쪽. ISBN 978-0-415-67165-1. 2024년 10월 12일에 확인함.
13. ↑  Chhibber, P.K.; Verma, R. (2018). 《Ideology and Identity: The Changing Party Systems of India》. Oxford University Press. 248쪽. ISBN 978-0-19-062390-6. 2024년 10월 12일에 확인함.
14. ↑  Ravi Kumar Pillai of Kandamath in the Journal of the Royal Society for Asian Affairs, pages 316–319 https://dx.doi.org/10.1080/03068374.2016.1171621
15. ↑  Bajwa, Kuldip Singh (2003). 《Jammu and Kashmir War, 1947–1948: Political and Military Perspectiv》. New Delhi: Hari-Anand Publications Limited. ISBN 978-81-241-0923-6.
16. ↑  Aparna Pande (2011년 3월 16일). 《Explaining Pakistan's Foreign Policy: Escaping India》. Taylor & Francis. 31–쪽. ISBN 978-1-136-81893-6.
17. ↑  Jalal, Ayesha (2014), 《The Struggle for Pakistan: A Muslim Homeland and Global Politics》, Harvard University Press, 72쪽, ISBN 978-0-674-74499-8: "Equally notorious was his high-handed treatment of the state of Kalat, whose ruler was made to accede to Pakistan on threat of punitive military action."
18. ↑  Samad, Yunas (2014). 《Understanding the insurgency in Balochistan》. 《Commonwealth & Comparative Politics》 52. 293–320쪽. doi:10.1080/14662043.2014.894280. S2CID 144156399.: "When Mir Ahmed Yar Khan dithered over acceding the Baloch-Brauhi confederacy to Pakistan in 1947 the centre's response was to initiate processes that would coerce the state joining Pakistan. By recognising the feudatory states of Las Bela, Kharan and the district of Mekran as independent states, which promptly merged with Pakistan, the State of Kalat became land locked and reduced to a fraction of its size. Thus Ahmed Yar Khan was forced to sign the instrument of accession on 27 March 1948, which immediately led to the brother of the Khan, Prince Abdul Karim raising the banner of revolt in July 1948, starting the first of the Baloch insurgencies."
19. ↑  Harrison, Selig S. (1981), 《In Afghanistan's Shadow: Baluch Nationalism and Soviet Temptations》, Carnegie Endowment for International Peace, 24쪽, ISBN 978-0-87003-029-1: "Pakistani leaders summarily rejected this declaration, touching off a nine-month diplomatic tug of war that came to a climax in the forcible annexation of Kalat.... it is clear that Baluch leaders, including the Khan, were bitterly opposed to what happened."
20. ↑  R. P. Bhargava (1992) The Chamber of Princes, p. 313
21. ↑  Praval, Major K.C. (2009). Indian Army after Independence. New Delhi: Lancer. p. 214. ISBN 978-1-935501-10-7.
22. ↑  “The Constitution (26 Amendment) Act, 1971”, 《indiacode.nic.in》 (Government of India), 1971,  6 December 2011에 원본 문서에서 보존된 문서,  9 November 2011에 확인함
23. ↑  Wilhelm von Pochhammer, India's road to nationhood: a political history of the subcontinent (1982) ch 57
24. ↑  Lumby, E. W. R. 1954. The Transfer of Power in India, 1945–1947. London: George Allen & Unwin. p. 228
25. ↑  Tiwari, Aaditya (2017년 10월 30일). “Sardar Patel – Man who United India”. 《Press Information Bureau》.
26. ↑  Wilhelm von Pochhammer, India's road to nationhood: a political history of the subcontinent (1981) ch 57
27. ↑  Pervaiz I Cheema; Manuel Riemer (1990년 8월 22일). 《Pakistan's Defence Policy 1947–58》. Palgrave Macmillan UK. 60–쪽. ISBN 978-1-349-20942-2.
28. ↑  Farhan Hanif Siddiqi (2012). 《The Politics of Ethnicity in Pakistan: The Baloch, Sindhi and Mohajir Ethnic Movements》. Routledge. 71–쪽. ISBN 978-0-415-68614-3.
29. ↑  T.V. Paul (February 2014). 《The Warrior State: Pakistan in the Contemporary World》. OUP USA. 133–쪽. ISBN 978-0-19-932223-7.
30. ↑  Bangash, Y. K. (2015), 〈Constructing the state: Constitutional integration of the princely states of Pakistan〉,   Roger D. Long; Gurharpal Singh; Yunas Samad; Ian Talbot, 《State and Nation-Building in Pakistan: Beyond Islam and Security》, Routledge, 82–쪽, ISBN 978-1-317-44820-4
31. ↑  Nicholas Schmidle (2010년 3월 2일). 《To Live or to Perish Forever: Two Tumultuous Years in Pakistan》. Henry Holt and Company. 86–쪽. ISBN 978-1-4299-8590-1.
32. ↑  Syed Farooq Hasnat (2011년 5월 26일). 《Global Security Watch—Pakistan》. ABC-CLIO. 94–쪽. ISBN 978-0-313-34698-9.
33. ↑  Lt. Gen. Sir George MacMunn, page 198 "The Armies of India", ISBN 0-947554-02-5
34. ↑  Imperial Gazetteer of India vol. IV 1907, 85쪽
35. ↑  Imperial Gazetteer of India vol. IV 1907, 85–86쪽
36. 1 2  Imperial Gazetteer of India vol. IV 1907, 87쪽